# شلینا اسکان-کلارک
شلینا اسکان-کلارک (انگلیسی: Shelayna Oskan-Clarke؛ زادهٔ ۲۰ ژانویهٔ ۱۹۹۰)  دونده اهل بریتانیا است.
وی در مسابقات کشوری و بین‌المللی در مجموع برندهٔ ۱ مدال طلا و ۱ مدال نقره شده‌است.